# 0. јануар
0. јануар је алтернативни назив за 31. децембар.
Међународна астрономска унија, на свом састанку у Даблину 1955. године, усвојила је посебан јулијански календар, који је почео у подне 0. јануара 1900. године. Иако ово може изгледати збуњујуће, пошто очигледно не постоји 0. јануар у уобичајеном календару, његова сврха стварања била је чисто астрономска.

## У ефемеридима
0. јануар се односи на дан пре првог јануара у годишњем ефемеридесу. Он чува датум у години, за који епхемерис је објављен и на тај начин, избегавајући било какве референце на претходне године, иако је то исти дан, као дан 31. децембра прошле године.
0. јануар такође се појављује у епохи за други ефемеридес, „1900, 0. јануар у 12 сати према ефемеридеском времену”.
1900. 0. јануара (у подне по Гриничу) је такође била епоха коју су користиле Њукомбове „Табеле сунца”, која је постала епоха за Даблински јулијански дан.

## У софтверу
У Мајкрософт Екселу, у епохи формат датума 1900-е године је јануар, 0, 1900.